# Money as Debt
Money as Debt är en animerad dokumentär om monetära system, gjord av Paul Grignon 2006. Den handlar om det skuldbaserade monetära system som används inom världsekonomin idag.
Filmen beskriver det nuvarande monetära systemets historia och de grundläggande principerna bakom detta. Den har blivit omhuldad av en mängd bloggare och alternativa ekonomer på Internet, liksom till viss del kritiserad av en del traditionella ekonomer.
2009 kom det en uppföljare, Money as Debt II.